# Zalog pod Sveto Trojico
Zalog pod Sveto Trojico, pogosto zapisano okrajšano kot Zalog pod Sv. Trojico, je naselje v Občini Domžale. Naselje se je  do leta 1992 imenovalo Zalog pod Trojico.